# Reinhart Koselleck

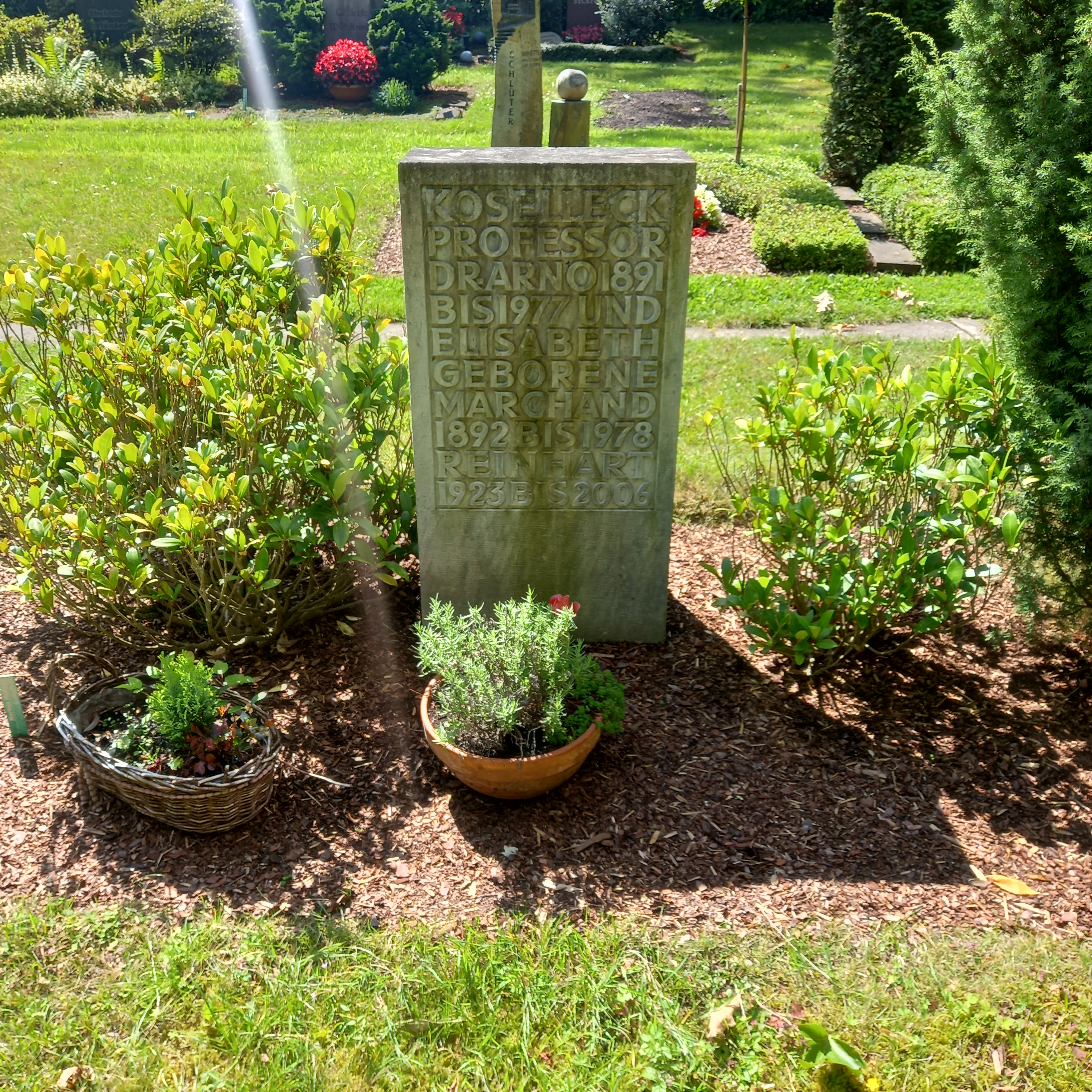
Das Grab von Reinhart Koselleck und seinen Eltern im Familiengrab auf dem Friedhof Stieghorst in Bielefeld

Reinhart Koselleck (* 23. April 1923 in Görlitz; † 3. Februar 2006 in Bad Oeynhausen) war ein deutscher Geschichtswissenschaftler, Hochschullehrer und Autor. Er lehrte von 1973 bis 1988 Theorie der Geschichte an der Universität Bielefeld und zählt zu den wichtigsten deutschen Historikern im 20. Jahrhundert.

## Leben

### Herkunft, Kriegsdienst und Gefangenschaft
Reinhart Koselleck wurde als einer von drei Söhnen des Geschichtslehrers Arno Koselleck (1891–1977) und seiner Ehefrau Elisabeth, geb. Marchand (1892–1978), in ein bildungsbürgerliches Elternhaus hineingeboren. Er wurde 1934 Mitglied der Hitlerjugend und ging nach dem Umzug der Familie nach Saarbrücken zur Reiter-HJ. Mit dem 26. September 1939 ist sein Eintritt in die Klasse 7B des Maximiliansgymnasiums in München dokumentiert, mit dem 9. September 1940 sein Austritt aus der Klasse 8B. Er meldete sich nach dem Reichsarbeitsdienst 1941 freiwillig zur Wehrmacht. Dort diente er in der Artillerie an der Ostfront, nach Unfall und Lazarettaufenthalt in der Luftnachrichtentruppe und gegen Kriegsende in der Infanterie mit Stationen in Kiew und Charkow. Am 1. Mai 1945 geriet er in Oderberg, Mähren, in sowjetische Kriegsgefangenschaft, wurde am 8. Mai zunächst zur Aufräumarbeit nach Auschwitz gesandt und war dann bis zum Herbst 1946 in Kriegsgefangenschaft in Karaganda im zentralasiatischen Kasachstan.

### Studium und Promotion
Nach der Rückkehr nach Deutschland nahm er an einem britischen Re-Education Programm zur Entnazifizierung teil, wo er auch von Eric Hobsbawm unterrichtet wurde. Im Anschluss studierte er von 1947 bis 1953 Geschichte, Philosophie, Staatsrecht und Soziologie an der Universität Heidelberg und der University of Bristol in England. Zu seinen akademischen Lehrern zählten Persönlichkeiten wie Martin Heidegger, Carl Schmitt, Karl Löwith, Hans-Georg Gadamer, Werner Conze, Alfred Weber, Ernst Forsthoff und Viktor Freiherr von Weizsäcker, die eine enorme wissenschaftliche Vielfalt repräsentierten.
1954 wurde Reinhart Koselleck in Heidelberg mit der Studie Kritik und Krise bei Johannes Kühn promoviert. Diese 1959 mit dem Untertitel Ein Beitrag zur Pathogenese der bürgerlichen Welt veröffentlichte Doktorarbeit, eine „Abklärung der Aufklärung, diese entschiedene Skepsis gegenüber dem Fortschrittsoptimismus sorgte für grosses Aufsehen“, wurde im Wissenschaftsbetrieb zugleich beachtet wie kritisch beargwöhnt. 1973 legte Koselleck seine Doktorarbeit unter dem Titel Kritik und Krise. Eine Studie zur Pathogenese der bürgerlichen Welt beim Suhrkamp-Verlag neu auf. Jürgen Habermas kritisierte 1960 in einer Rezension, dass die kulturpessimistische Kritik Kosellecks sich letzten Endes selbst untergrabe. Außerdem sei die Untersuchung schülerhaft von Carl Schmitt und seiner ideologischen Orientierung abhängig. „Immerhin sind wir dankbar“, schrieb Habermas, „zu erfahren, wie Carl Schmitt […] die Lage heute beurteilt.“ Spätere Wiederveröffentlichungen der Rezension enthalten diese Passage nicht mehr. Dennoch wird Koselleck von Kritikern wie der Kölner Philosophin Sidonie Kellerer heute erneut vorgeworfen, mit seinem Werk im Gefolge von Schmitt mittels „Umwertung der Werte durch gewaltsame Neubesetzung von Begriffen“ ein verkapptes antiaufklärerisches Programm betrieben zu haben, an das die Neue Rechte anschließe: „In Kosellecks Augen ist die Französische Revolution kein Fortschritt, sondern eine unheilvolle Etappe in einem gezielt herbeigeführten und sich globalisierenden Bürgerkrieg.“ 2014 veranstaltete die Schweizerische Philosophische Gesellschaft ein Symposium zum Titel und Thema.

### Akademische Laufbahn
Von 1954 bis 1956 war Koselleck zunächst Lecturer an der University of Bristol, bevor er für ein Jahr Assistent am Historischen Seminar der Universität Heidelberg wurde. Von 1960 bis 1965 war Koselleck Mitarbeiter beim Arbeitskreis für moderne Sozialgeschichte in Heidelberg, dessen Vorsitzender er 1986 wurde. Von 1963 an nahm er an den Konferenzen der interdisziplinären Forschergruppe „Poetik und Hermeneutik“ teil. 1965 habilitierte er sich mit einer Arbeit über Preußen zwischen Reform und Revolution, die von Werner Conze angeregt und betreut wurde.
1966 erhielt Koselleck einen Ruf an die Ruhr-Universität Bochum, an der er Professor für Politische Wissenschaft wurde. 1968 wechselte er als Ordinarius wieder an die Universität Heidelberg, wo er Neuere Geschichte lehrte. Ab 1965 war Koselleck Mitglied des Wissenschaftlichen Beirats der im Aufbau befindlichen Universität Bielefeld und ersetzte 1968 Werner Conze im dortigen Gründungsausschuss. Gleichzeitig übernahm er den Vorsitz der Fachbereichskommission Geschichtswissenschaft, die er bis zur Gründung der Fakultät für Geschichtswissenschaft 1973 leitete. In diesem Jahr nahm er einen Ruf an die Universität Bielefeld auf den Lehrstuhl für Theorie der Geschichte an, den er bis zu seiner Emeritierung 1988 innehatte. Der interdisziplinären Ausrichtung seiner Forschungstätigkeit entsprach, dass er sich in den Leitungsgremien des Zentrums für interdisziplinäre Forschung der Universität Bielefeld engagierte, 1974/75 als Geschäftsführender Direktor.
Gastprofessuren führten ihn unter anderem nach Tokio, Paris, Chicago (University of Chicago) und New York (New School for Social Research 1986, 1988; Columbia University 1992). Ab 1993 wirkte Koselleck am Aufbau der Stiftung Genshagen. Berlin-Brandenburgisches Institut für Deutsch-Französische Zusammenarbeit in Europa mit. 1996/1997 arbeitete er am Warburg-Haus Hamburg und 1998 am Netherlands Institute for Advanced Study in the Humanities and Social Sciences (NIAS) in Amsterdam.

### Mitgliedschaften
Koselleck war Mitglied zahlreicher wissenschaftlicher Akademien und Kollegien, etwa der Deutschen Akademie für Sprache und Dichtung (ab 1980), des Wissenschaftskollegs in Berlin (1987–1989) und des Collegiums Budapest (1993). Er war ordentliches Mitglied der Nordrhein-Westfälischen Akademie der Wissenschaften und der Künste, ab 1979 korrespondierendes Mitglied der Heidelberger Akademie der Wissenschaften, ab 1996 korrespondierendes Mitglied der British Academy und ab 1997 der Göttinger Akademie der Wissenschaften, ab 1998 auch Ehrenmitglied in der Ungarischen Akademie der Wissenschaften. Er war zwischen 1974 und 2000 Mitglied und zeitweise Vorsitzender des Fachbeirats des Max-Planck-Instituts für Geschichte in Göttingen. Er war Mitglied der Vereinigung für Verfassungsgeschichte.

### Sonstiges
Zu seinen fünf Kindern gehören die Kunsthistorikerin Katharina Koselleck, der Arrangeur und Bigband-Leader Konrad Koselleck sowie der Künstler Ruppe Koselleck.

## Auszeichnungen
Für seine Forschungen erhielt Koselleck zahlreiche wissenschaftliche Ehrungen: 1974 wurde ihm der Reuchlin-Preis der Stadt Pforzheim verliehen. Die Universitäten Amsterdam (1989), Paris (2003) und Timișoara (2005) verliehen ihm die Ehrendoktorwürde. 1989 wurde er Ehrensenator der Universität Bielefeld. Im selben Jahr wurde er mit dem Preis des Historischen Kollegs ausgezeichnet. 1993 erhielt Koselleck die Ehrenmedaille der École des Hautes Études en Sciences Sociales, 1999 den Sigmund-Freud-Preis für wissenschaftliche Prosa. 2003 wurde ihm der Historikerpreis der Stadt Münster verliehen.

## Arbeiten
Koselleck war ab den 1970er Jahren zusammen mit Werner Conze und Otto Brunner Herausgeber des achtbändigen Lexikons Geschichtliche Grundbegriffe. Das Standardwerk behandelt die Begriffsgeschichte zur politisch-sozialen Sprache in Deutschland. Kosellecks eigene Schrift Begriffsgeschichten handelt vom Bedeutungswandel der Begriffsinhalte an Beispielen wechselnder Wirklichkeitserfahrung vergangener Epochen. Für die politischen, sozialen und wirtschaftlichen Umwälzungen zwischen 1750 und 1850 prägte er neue Begriffe wie Sattelzeit und Schwellenzeit, die neue Sinngehalte fassten und überholte Begriffe ablösten. Aufgrund des tiefgreifenden Strukturwandels der politisch-sozialen Sprache im letzten Jahrhundert werden heute neue, über Koselleck hinausgehende Analysekategorien gefordert.
Darüber hinaus trug Koselleck grundlegend zur wissenschaftlichen Entwicklung der Historik, der Historischen Anthropologie, der politischen Ikonologie und der „Theorie historischer Zeiten“ bei, arbeitete ohne Einschränkung auf eine bestimmte historische Richtung oder Zweigwissenschaft fächerübergreifend mit Gelehrten wie Hans-Georg Gadamer, Paul Ricœur und Hayden White zusammen, erforschte die an die Kunstgeschichte angelehnte politische Ikonologie an Beispielen öffentlicher Denkmale und setzte sich kritisch mit der kollektiven Erinnerungskultur auseinander.

## Schriften

### Als Autor
- Kritik und Krise. Eine Studie zur Pathogenese der bürgerlichen Welt. Erstausgabe: Karl Alber, Freiburg/München 1959. Taschenbuchausgabe: Suhrkamp, Frankfurt am Main 1973, ISBN 3-518-07636-1 (Teilw. zugl.: Heidelberg, Univ., Diss., 1954; 11. Auflage 2010).
- Preußen zwischen Reform und Revolution. Allgemeines Landrecht, Verwaltung und soziale Bewegung von 1791 bis 1848. Klett-Cotta, Stuttgart 1967, ISBN 3-12-905050-7 (Zugl.: Heidelberg, Habil.-Schr., 1965).
- Vergangene Zukunft. Zur Semantik geschichtlicher Zeiten. Suhrkamp, Frankfurt am Main 1979, ISBN 3-518-06410-X.
- mit Louis Bergeron, François Furet: Das Zeitalter der europäischen Revolution 1780–1848 (= Fischer Weltgeschichte. Bd. 26). Fischer-Taschenbuch-Verlag, Frankfurt am Main 1969, ISBN 3-596-60026-X.
- mit Hans-Georg Gadamer: Hermeneutik und Historik. Winter, Heidelberg 1987, ISBN 3-8253-3932-7.
- Goethes unzeitgemäße Geschichte. Manutius, Heidelberg 1997, ISBN 3-925678-67-0.
- Expérience de l’Histoire. Paris 1997, ISBN 2-02-031444-4.
  - Points (Taschenbuch), 2011, ISBN 978-2-7578-2173-2.
- Zur politischen Ikonologie des gewaltsamen Todes. Ein deutsch-französischer Vergleich. Schwabe, Basel 1998, ISBN 3-7965-1028-0.
- Wer darf vergessen werden? Das Holocaust-Mahnmal hierarchisiert die Opfer. In: Die Zeit. Nr. 13, 1998 (zeit.de).
- Europäische Umrisse deutscher Geschichte. Zwei Essays. Manutius, Heidelberg 1999, ISBN 3-925678-86-7.
- Zeitschichten. Studien zur Historik. Mit einem Beitrag von Hans-Georg Gadamer. Suhrkamp, Frankfurt am Main 2000./2003, ISBN 3-518-29256-0.
  - Thomas Meyer: Die Geologie der Geschichte Rezension. In: Die Zeit. Nr. 45, 2. November 2000.
- The Practice of Conceptual History. Timing, History, Spacing Concepts (Cultural Memory in the Present). Stanford 2002, ISBN 0-8047-4022-4.
- Begriffsgeschichten. Suhrkamp, Frankfurt am Main 2006, ISBN 3-518-58463-4.
- Vom Sinn und Unsinn der Geschichte. Aufsätze und Vorträge aus vier Jahrzehnten. Hrsg. von Carsten Dutt. Suhrkamp, Berlin 2010, ISBN 978-3-518-58539-9.
- Erfahrene Geschichte. Zwei Gespräche mit Carsten Dutt. Winter, Heidelberg 2013, ISBN 978-3-8253-6278-2.
- Geronnene Lava. Texte zu politischem Totenkult und Erinnerung. Herausgegeben von Manfred Hettling, Hubert Locher und Adriana Markantonatos, Suhrkamp Verlag, Berlin 2023, ISBN 978-3-518-58796-6.

### Als Herausgeber
- mit Wolf-Dieter Stempel: Geschichte. Ereignis und Erzählung (= Poetik und Hermeneutik. Bd. 5). Fink, München 1973.
- Theorie der Geschichte. Beiträge zur Historik. dtv, Frankfurt am Main 1977 ff. Mitherausgeber von zwei Teilbänden: Band 1 (1977): Objektivität und Parteilichkeit in der Geschichtswissenschaft. ISBN 3-423-04281-8, gemeinsam mit Wolfgang J. Mommsen und Jörn Rüsen; Band 4 (1982): Formen der Geschichtsschreibung. ISBN 3-423-04389-X, gemeinsam mit Jörn Rüsen und Heinrich Lutz.
- mit Werner Conze und Otto Brunner: Geschichtliche Grundbegriffe. Historisches Lexikon zur politisch-sozialen Sprache in Deutschland. 8 in 9 Bänden. Klett-Cotta, Stuttgart 1972–1997; zuletzt: 2004, ISBN 3-608-91500-1.
- mit Paul Widmer: Niedergang. Studien zu einem geschichtlichen Thema. Klett-Cotta, Stuttgart 1980, ISBN 3-12-912440-3.
- mit Reinhart Herzog: Epochenschwelle und Epochenbewusstsein (= Poetik und Hermeneutik. Bd. 12). Fink, München 1987, ISBN 3-7705-2390-3.
- mit Michael Jeismann: Der politische Totenkult. Kriegerdenkmäler in der Moderne. Fink, München 1994, ISBN 3-7705-2882-4.[26][27]
- Hayden White: Auch Klio dichtet oder Die Fiktion des Faktischen. Studien zur Tropologie des historischen Diskurses. Klett-Cotta, Stuttgart 1991, ISBN 3-608-95806-1 (Einführung von Reinhart Koselleck).

### Briefwechsel
- Jan Eike Dunkhase (Hrsg.): Reinhart Koselleck, Carl Schmitt. Der Briefwechsel – 1953–1983. Suhrkamp, Berlin 2019, ISBN 978-3-518-58741-6.
- Hans Blumenberg,  Reinhart Koselleck. Briefwechsel 1965–1994. Herausgegeben von Jan Eike Dunkhase und Rüdiger Zill, Suhrkamp, Berlin 2023, ISBN 978-3-518-58801-7.